# École supérieure d'art dramatique de Paris
École supérieure d'art dramatique de Paris (tj. Vysoká škola dramatického umění v Paříži) je vysoká škola v Paříži a jedna ze třinácti divadelních škol ve Francii. Sídlí na Place Carrée ve Forum des Halles v 1. obvodu.

## Charakteristika školy
ESAD má akreditaci Ministerstva kultury, aby po skončení tříletého studia vydal absolventům Diplôme national supérieur professionnel de comédien. Získání tohoto diplomu je spojeno s praktickým a teoretickým vzděláním, které uděluje Institut divadelních studií na Univerzita Paříž III. Toto partnerství mezi školou a univerzitou umožňuje studentům získat také bakalářský titul v divadelním oboru.

## Výuka
Výuka základních technik je svěřena týmu stálých profesorů. Stálé ateliéry jsou: Dýchání, Přednes, Zpěv, Tanec, Psaní. Další tematické dílny vedou specializovaní umělci a režiséři.
Tvůrčí dílny
Studenti spolupracují s jedním či několika tvůrci současného divadla a pracují na společném projektu. Zkoušky a vystoupení probíhají většinou v partnerských divadlech nebo ve škole a jsou přístupné veřejnosti.
Veřejná představení
U některých dílen a podle studijního ročníku fungují ve škole "otevřené kurzy" nebo představení v divadle během celého roku.
Teoretické kurzy
Kurzy a stáže jsou dány učebními osnovami: dramaturgie, dějiny divadla, analýza představení, společenská znalost profese, živé jazyky atd. Kurzy vyučují profesoři z Univerzity Paříž III.

## Přijímací řízení
Přijímací řízení se koná každý rok a má tři kola. Poslední kolo má formu stáže. Kandidáti, kteří v předchozím roce postoupili do třetího kola, nemusejí absolvovat první kolo.
První kolo
Každý kandidát si musí připravit tři scénky s délkou maximálně tři minuty:
- dialog ze současné francouzské nebo zahraniční tvorby
- dialog z klasické francouzské nebo zahraniční tvorby (dílo před rokem 1950)
- volná forma: dialogová scéna, monolog, tanec, zpěv, jakákoli forma představení

Porota rozhodne o uvedení alespoň dvou ze scén navržených kandidátem.
Druhé kolo
Kandidáti postoupivší z předchozího kola si musejí připravit:
- dialogovou scénu z klasického nebo současného francouzského nebo zahraničního repertoáru
- zadaný text

Do třetího kola je vybráno zhruba 30 kandidátů.
Třetí kolo
Kandidáti spolupracují s profesory po dobu tří dnů. Z nich je do každého ročníku přijato přibližně patnáct studentů.

## Jeune théâtre national
Od roku 1971 funguje Jeune théâtre national (Národní divadlo mládeže), které podporuje začínající mladé umělce z různých francouzských uměleckých škol, mj. též z ESAD. Poskytuje jim prostor pro setkání s režiséry nebo k uvedení vlastních projektů. Divadlo je dotováno Ministerstvem kultury. Absolventi Conservatoire national supérieur d'art dramatique mají navíc nárok na tříletou podporu JTN. Během tohoto období jsou náklady na jejich mzdu částečně hrazeny státem. ESAD sice není zahrnut do této podpory, ale sám nabízí integrační fond pro studenty, kteří odcházejí ze školy. Princip je stejný jako u JTN: mladým hercům částečně přispívá na plat u divadel, která je angažují.